# Arthur von der Osten-Sacken
Arthur Carl Julius Ernst Adam Baron von der Osten-Sacken (* 23. Dezember 1843 in Paddern bei Hasenpoth, Gouvernement Kurland (heute: Padure, Gemeinde Laža, Lettland); † 27. Mai 1912 ebenda) war ein deutsch-baltischer Gutsbesitzer und Politiker.

## Leben
Arthur von der Osten-Sacken wurde als Sohn des Gutsbesitzers Carl Baron von der Osten-Sacken und dessen Ehefrau Johanna, geborene Baronesse von Korff, geboren. Vom Sommersemester 1864 bis zum Sommersemester 1865 studierte er an der Universität Zürich Chemie. Im August 1864 wurde er dort Mitglied der Studentenverbindung Baltica Zürich. Vom Wintersemester 1865 bis zum Sommersemester 1866 studierte er an der Universität Berlin Nationalökonomie.
Nach dem Studium kehrte er in seine kurländische Heimat zurück, wo er bis zu seinem Tode Gutsherr von Appricken (Apriķi) und Paddern  im Kreis Hasenpoth war. Von 1874 bis 1875 war er Kreismarschall von Goldingen und von 1878 bis 1890 Kreismarschall von Hasenpoth. Er war Ehrenfriedensrichter und Oberkirchenvorsteher des Kreises Hasenpoth.